# Gruppen
Gruppen är en feministiskt inriktad fri teatergrupp bildad i Göteborg år 2011.

## Teater
Gruppen består i grunden av tre kvinnor: Bianca Kronlöf, Nina Haber och Elin Söderquist. De tre var klasskamrater vid Högskolan för scen och musik vid Göteborgs universitet 2007-11 och påbörjade under studietiden sitt eget normkritiska analys- och läsningsprojekt (med läsning av och diskussion om framför allt teaterlitteraturen) som en reaktion mot vad de upplevde som föråldrade och traditionstyngda syn- och arbetssätt inom skolan. Efter examen 2011 bildade de Gruppen med den egna första produktionen Gruppen gör Fedra på Hagateatern och Pusterviksteatern i Göteborg. De skapar alltid helt och hållet sina egna produktioner gemensamt om utmanande, samhällskritiska, genuscentrerade ämnen, ofta som blandningar av intensivt informationsförmedlande performance och satirisk humor. De har framträtt i många olika miljöer såsom krogteater, gatuteater och på Världskulturmuseet.
2012 spelade de Gruppen ger skuld och skam på Göteborgs Dramatiska Teater och på Folkteatern i Göteborg. Våren 2013 gavs  Gruppen Goes Onda Kvinnor på Stora Teatern i Göteborg och Teater Galeasen i Stockholm. För Gruppen och Herrarna på Stora teatern samt Södra teatern i Stockholm hösten 2013 tilldelades de Nöjesguidens pris för Bästa teaterproduktion i Göteborg 2013. Våren 2014 analyserade de könsfördelningen inom teatervärlden med Gruppen kartlägger den svenska teatern på Folkteatern i Göteborg.

## Film och media
Gruppen står i centrum för Mariken Halles norska långfilm Världen väntar (2014) och i mars 2014 gjorde de den fingerat kuppliknande föreställningen Gruppen tar över på Radioteatern.
På Way Out West-festivalen i augusti 2014 hade filmen Gruppen och herrarna premiär, med visning även i SVT i oktober 2014. Filmen har en dokumentär form och utgår från scenproduktionen med samma titel, är regisserad av Mia Thermaenius och producerad av Lillasyster produktion.